# Chlorure d'osmium(III)
Le chlorure d'osmium(III) est un composé chimique de formule OsCl3. Il se présente comme une poudre hygroscopique brun-noir facilement soluble dans l'eau. Son hydrate est un solide noir. On peut l'obtenir par chloration de l'osmium  à haute température suivie du refroidissement rapide des vapeurs formées, ce qui produit également du chlorure d'osmium(IV) OsCl4.
2 Os + 3 Cl2 ⟶ 2 OsCl3.
Le OsCl3 pur est obtenu par décomposition de l'hexachloroosmiate d'ammonium (NH4)2[OsCl6] dans un flux de chlore Cl2. La dismutation de l'OsCl3 à 500 °C sous vide donne le chlorure d'osmium(IV) OsCl4 et le chlorure d'osmium(II) OsCl2 :
2 OsCl3 ⟶ OsCl4 + OsCl2.
L'hydrate de chlorure d'osmium(III) OsCl3·H2O est un précurseur pour la production de composés de l'osmium et de complexes de dihydrure de dichloroosmium.